# Opatoro
Opatoro (uit het Nahuatl: "Plaats van spelen") is een gemeente (gemeentecode 1210) in het departement La Paz in Honduras. De gemeente grenst aan El Salvador.
Het dorp ligt in de bergketen Sierra de Opatoro.

## Bevolking
De bevolking is als volgt verdeeld:
| Vrouwen | 3870 | 50,5% |
| Mannen  | 3792 | 49,5% |

## Dorpen
De gemeente bestaat uit zeven dorpen (aldea), waarvan het grootste qua inwoneraantal: Valle de Angeles (code 121007).